# 井上知香
井上 知香（いのうえ ちか、1985年8月2日 - ）は女優。神奈川県出身。

## 主な出演作品

### テレビ
- ウルトラマンダイナ 第41話「ぼくたちの地球が見たい」（1998年） - 茜
- 天才てれびくん - 小野スズカ、美奈
- 特命係長 只野仁 狙われたセレブな女たち（2005年）

### 舞台
- ウドー・ザ・キット 〜アマーノタウンの決斗〜（1997年）

### CM
- トミー パワーペン

### 雑誌
- ピチレモン（モデル）